# Новокиївка (Довжанський район)
Новоки́ївка — село в Україні, у Сорокинській міській громаді Довжанського району Луганської області. Населення становить 114 осіб.

## Назва
Назва села складається з двох слів, друга його частина утворена від найменування Київської губернії, перша — слово «Ново-» свідчить, що поселення нове і утворено воно в традиції створення назви поселень казенно-оброчного типу.

## Географія
Географічні координати: 48°35' пн. ш. 39°39' сх. д. Часовий пояс — UTC+2. Загальна площа села — 0,692 км².
Село розташоване у східній частині Донбасу за 3 км від села Макарів Яр (у 1951—2016 — Пархоменко). Через село протікає річка Сіверський Донець.

## Історія
Засноване поселення у першій половині XIX століття вихідцями з Київської губернії.
У 1951 році хутір Ново-Київка отримав статус села.
12 червня 2020 року, відповідно до Розпорядження Кабінету Міністрів України № 717-р «Про визначення адміністративних центрів та затвердження територій територіальних громад Луганської області», увійшло до складу Сорокинської міської громади.
17 липня 2020 року, в результаті адміністративно-територіальної реформи та ліквідації  Сорокинського району, увійшло до складу новоутвореного Довжанського району.

## Населення
За даними перепису 2001 року населення села становило 114 осіб, з них 51,75 % зазначили рідною мову українську, 48,25 % — російську.

## Пам'ятки
- Братська могила радянських воїнів та пам'ятний знак на честь воїнів-односельців, які загинули в роки Другої світової війни (околиця села).

## Відомі люди
- Димченко Петро Леонтійович (1917—1942) — Герой Радянського Союзу.